# Saint-Hilaire-de-la-Noaille
Saint-Hilaire-de-la-Noaille är en kommun i departementet Gironde i regionen Nouvelle-Aquitaine i sydvästra Frankrike. Kommunen ligger i kantonen La Réole som tillhör arrondissementet Langon. År 2022 hade Saint-Hilaire-de-la-Noaille 380 invånare.

## Befolkningsutveckling
Antalet invånare i kommunen Saint-Hilaire-de-la-Noaille
Referens:INSEE